# قصه‌های گنجشکی
قصه‌های گنجشکی یک کتاب کودک فارسی نوشتهٔ ناصر یوسفی است که در سال ۱۳۹۲ منتشر شد. این کتاب در فهرست کلاغ سفید (۲۰۱۴) قرار گرفت.

## محتوا
مؤلف در این داستان از احساسی که به دنیای گنجشک‌ها دارد، می‌نویسد. در مقدمه کتاب آمده‌است: «من با گنجشک‌ها دوست هستم. من سال‌هاست که با آن‌ها رابطه دارم. بعضی وقت‌ها فکر می‌کنم که آن‌ها دخترخاله‌ها و پسرعموهای من هستند.»